# Giro d’Italia 2006/Etappen
Dieser Artikel beschreibt den Verlauf und die Ergebnisse der Etappen des Giro d’Italia 2006.

## 1. Etappe am 6. Mai inSeraing(6,2 km;EZF)
| Ergebnis der 1. Etappe           | Ergebnis der 1. Etappe         | Ergebnis der 1. Etappe |
| -------------------------------- | ------------------------------ | ---------------------- |
| Etappensieger                    | Paolo Savoldelli               | 7:50 min (47,489 km/h) |
| Zweiter                          | Bradley McGee                  | + 0:11 min             |
| Dritter                          | José Enrique Gutiérrez         | + 0:13 min             |
| Vierter                          | Stefan Schumacher              | + 0:13 min             |
| Fünfter                          | Serhij Hontschar               | + 0:15 min             |
| Sechster                         | Francisco Pérez                | + 0:16 min             |
| Siebter                          | José Iván Gutiérrez            | + 0:16 min             |
| Achter                           | Michael Rogers                 | + 0:17 min             |
| Neunter                          | Davide Rebellin                | + 0:18 min             |
| Zehnter                          | Danilo Di Luca                 | + 0:19 min             |
| Zwischenstand nach der 1. Etappe |                                |                        |
| Erster                           | Paolo Savoldelli               | 7:50 min               |
| Zweiter                          | Bradley McGee                  | + 0:11 min             |
| Dritter                          | José Enrique Gutiérrez         | + 0:13 min             |
| Punktewertung                    | Paolo Savoldelli               | 33 P.                  |
| Zweiter                          | Bradley McGee                  | 23 P.                  |
| Dritter                          | José Enrique Gutiérrez         | 20 P.                  |
| Bergwertung                      | Paolo Savoldelli               | 3 P.                   |
| Zweiter                          | Bradley McGee                  | 2 P.                   |
| Dritter                          | Danilo Di Luca                 | 1 P.                   |
| Kombinationswertung              | Paolo Savoldelli               | 60 P.                  |
| Zweiter                          | Bradley McGee                  | 54 P.                  |
| Dritter                          | Danilo Di Luca                 | 43 P.                  |
| Teamwertung                      | Discovery Channel              | 24:22 min              |
| Zweiter                          | Caisse d'Epargne-Illes Balears | + 0:09 min             |
| Dritter                          | T-Mobile Team                  | + 0:13 min             |

Den Auftakt des 89. Giro d’Italia gewann Vorjahressieger Paolo Savoldelli deutlich mit elf Sekunden Vorsprung auf Bradley McGee. Auf dem dritten Platz folgte José Enrique Gutiérrez mit dreizehn Sekunden Rückstand. Bester deutscher Fahrer war Stefan Schumacher vom Team Gerolsteiner auf Rang 4. Danilo Di Luca kam als Zehnter mit 19 Sekunden Rückstand ins Ziel, Ivan Basso wurde 13. mit 23 Sekunden Rückstand und Damiano Cunego als 15. mit 25 Sekunden, gefolgt von Gilberto Simoni mit einer weiteren Sekunde Rückstand. Jan Ullrich, der den Giro zum Formaufbau nutzte, erreichte mit 49 Sekunden Rückstand den 80. Platz.
Savoldelli übernahm durch seinen Sieg die Führung in sämtlichen Spezialwertungen. In der Teamwertung fuhr das Discovery Channel auf den ersten Platz.

### Zwischensprints
Zwischensprint auf dem Boulevard Pasteur (3,1 km)
| Erster   | Paolo Savoldelli       | 5 P. |
| Zweiter  | Danilo Di Luca         | 4 P. |
| Dritter  | José Enrique Gutiérrez | 3 P. |
| Vierter  | Bradley McGee          | 2 P. |
| Fünfter  | Michael Rogers         | 1 P. |
| Sechster | Stefan Schumacher      | 0 P. |

### Bergwertungen
Place des Houilleurs, Kategorie 3 (3,9 km)
| Erster  | Paolo Savoldelli | 3 P. |
| Zweiter | Bradley McGee    | 2 P. |
| Dritter | Danilo Di Luca   | 1 P. |

## 2. Etappe am 7. Mai vonMonsnachCharleroi(200 km)
| Ergebnis der 2. Etappe           | Ergebnis der 2. Etappe         | Ergebnis der 2. Etappe  |
| -------------------------------- | ------------------------------ | ----------------------- |
| Etappensieger                    | Robbie McEwen                  | 4:51:40 h (41,142 km/h) |
| Zweiter                          | Olaf Pollack                   | gl. Zeit                |
| Dritter                          | Paolo Bettini                  | gl. Zeit                |
| Vierter                          | Alessandro Petacchi            | gl. Zeit                |
| Fünfter                          | Leonardo Duque                 | gl. Zeit                |
| Sechster                         | Tomas Vaitkus                  | gl. Zeit                |
| Siebter                          | Alberto Loddo                  | gl. Zeit                |
| Achter                           | Koldo Fernández                | gl. Zeit                |
| Neunter                          | Maximiliano Richeze            | gl. Zeit                |
| Zehnter                          | Graeme Brown                   | gl. Zeit                |
| Zwischenstand nach der 2. Etappe |                                |                         |
| Erster                           | Paolo Savoldelli               | 4:59:30 h               |
| Zweiter                          | Bradley McGee                  | + 0:11 min              |
| Dritter                          | José Enrique Gutiérrez         | + 0:13 min              |
| Punktewertung                    | Paolo Savoldelli               | 33 P.                   |
| Zweiter                          | Robbie McEwen                  | 25 P.                   |
| Dritter                          | Bradley McGee                  | 23 P.                   |
| Bergwertung                      | Paolo Savoldelli               | 3 P.                    |
| Zweiter                          | Arnaud Labbe                   | 3 P.                    |
| Dritter                          | Bradley McGee                  | 2 P.                    |
| Kombinationswertung              | Paolo Savoldelli               | 120 P.                  |
| Zweiter                          | Bradley McGee                  | 103 P.                  |
| Dritter                          | Danilo Di Luca                 | 80 P.                   |
| Teamwertung                      | Discovery Channel              | 14:59:22 h              |
| Zweiter                          | Caisse d'Epargne-Illes Balears | + 0:09 min              |
| Dritter                          | T-Mobile Team                  | + 0:13 min              |

Auf dem Weg nach Charleroi hatte sich eine vier Fahrer starke Gruppe um Gabriele Missaglia, Arnaud Labbe, Mickaël Delage und Beñat Albizuri einen maximal sieben Minuten großen Vorsprung auf das Feld herausgefahren. Fünfzehn Kilometer vor dem Ziel wurden sie aber vom Feld eingeholt. Nach einigen weiteren erfolglosen Etappen siegte Robbie McEwen im Massensprint vor Olaf Pollack und Olympiasieger Paolo Bettini.
Paolo Savoldelli verteidigte die Führung in sämtlichen Wertungen.

### Zwischensprints
Zwischensprint in Morlanwelz (98,4 km)
| Erster   | Mickaël Delage     | 5 P. und 6 s |
| Zweiter  | Beñat Albizuri     | 4 P. und 4 s |
| Dritter  | Gabriele Missaglia | 3 P. und 2 s |
| Vierter  | Arnaud Labbe       | 2 P.         |
| Fünfter  | Alessandro Vanotti | 1 P.         |
| Sechster | Jan Kuyckx         | 0 P.         |

### Bergwertungen
Silenrieux, Kategorie 3 (144,4 km)
| Erster  | Arnaud Labbe   | 3 P. |
| Zweiter | Mickaël Delage | 2 P. |
| Dritter | Beñat Albizuri | 1 P. |

## 3. Etappe am 8. Mai vonPerweznachNamur(205 km)
| Ergebnis der 3. Etappe           | Ergebnis der 3. Etappe         | Ergebnis der 3. Etappe  |
| -------------------------------- | ------------------------------ | ----------------------- |
| Etappensieger                    | Stefan Schumacher              | 5:14:41 h (39,086 km/h) |
| Zweiter                          | José Luis Rubiera              | + 0:02 min              |
| Dritter                          | Davide Rebellin                | +0:06 min               |
| Vierter                          | Paolo Bettini                  | gl. Zeit                |
| Fünfter                          | Philippe Gilbert               | gl. Zeit                |
| Sechster                         | Jens Voigt                     | gl. Zeit                |
| Siebter                          | Andrea Moletta                 | gl. Zeit                |
| Achter                           | José Iván Gutiérrez            | gl. Zeit                |
| Neunter                          | Paolo Savoldelli               | gl. Zeit                |
| Zehnter                          | Franco Pellizotti              | + 0:09 min              |
| Zwischenstand nach der 3. Etappe |                                |                         |
| Erster                           | Stefan Schumacher              | 10:14:04 h              |
| Zweiter                          | Paolo Savoldelli               | + 0:13 min              |
| Dritter                          | Davide Rebellin                | + 0:23 min              |
| Punktewertung                    | Stefan Schumacher              | 45 P.                   |
| Zweiter                          | Paolo Savoldelli               | 40 P.                   |
| Dritter                          | Paolo Bettini                  | 30 P.                   |
| Bergwertung                      | Moisés Aldape                  | 5 P.                    |
| Zweiter                          | Amaël Moinard                  | 5 P.                    |
| Dritter                          | Paolo Savoldelli               | 3 P.                    |
| Kombinationswertung              | Paolo Savoldelli               | 176 P.                  |
| Zweiter                          | Bradley McGee                  | 139 P.                  |
| Dritter                          | Danilo Di Luca                 | 102 P.                  |
| Teamwertung                      | Discovery Channel              | 30:43:42 h              |
| Zweiter                          | Team Gerolsteiner              | + 0:15 min              |
| Dritter                          | Caisse d'Epargne-Illes Balears | + 0:20 min              |

Wie am Vortag setzte sich eine vier Mann starke Gruppe vom Feld ab. In ihr befanden sich Amaël Moinard, Moisés Aldape, Markel Irízar und Raffaele Illiano. Sie wurden zehn Kilometer vor dem Etappenziel an der Zitadelle in Namur eingeholt. Auf dem kleinen zwei Kilometer langen Schlussanstieg hinauf zur Zitadelle konnten sich Stefan Schumacher und José Luis Rubiera leicht von ihren Kontrahenten lösen. Am Ende siegte Schumacher souverän vor Rubiera und Davide Rebellin, der den Erfolg des Team Gerolsteiner komplettierte.
Schumacher übernahm durch seinen Sieg die Führung im Gesamtklassement und in der Punktewertung. Aldape sicherte sich das Maglia Verde punktgleich mit Moinard.
Auf regennasser Straße kollidierte Alessandro Petacchi mit Dario Cioni auf der Abfahrt von der Cote d'Ahin. Er fuhr die Etappe zwar zu Ende, jedoch diagnostizierte man im Krankenhaus einen Bruch der linken Kniescheibe.

### Zwischensprints
Zwischensprint in Andenne (132,5 km)
| Erster   | Markel Irízar      | 5 P. und 6 s |
| Zweiter  | Raffaele Illiano   | 4 P. und 4 s |
| Dritter  | Moisés Aldape      | 3 P. und 2 s |
| Vierter  | Amaël Moinard      | 2 P.         |
| Fünfter  | Davide Bramati     | 1 P.         |
| Sechster | Leonardo Scarselli | 0 P.         |

### Bergwertungen
Evrehailles, Kategorie 3 (101,5 km)
| Erster  | Amaël Moinard | 3 P. |
| Zweiter | Moisés Aldape | 2 P. |
| Dritter | Markel Irízar | 1 P. |

Côte d'Ahin, Kategorie 3 (145,5 km)
| Erster  | Moisés Aldape | 3 P. |
| Zweiter | Amaël Moinard | 2 P. |
| Dritter | Markel Irízar | 1 P. |

## 4. Etappe am 9. Mai vonWanzenachHotton(193 km)
| Ergebnis der 4. Etappe           | Ergebnis der 4. Etappe         | Ergebnis der 4. Etappe  |
| -------------------------------- | ------------------------------ | ----------------------- |
| Etappensieger                    | Robbie McEwen                  | 4:38:58 h (41,527 km/h) |
| Zweiter                          | Paolo Bettini                  | gl. Zeit                |
| Dritter                          | Alberto Loddo                  | gl. Zeit                |
| Vierter                          | Maximiliano Richeze            | gl. Zeit                |
| Fünfter                          | Olaf Pollack                   | gl. Zeit                |
| Sechster                         | Mirco Lorenzetto               | gl. Zeit                |
| Siebter                          | Philippe Gilbert               | gl. Zeit                |
| Achter                           | Tomas Vaitkus                  | gl. Zeit                |
| Neunter                          | Koldo Fernández                | gl. Zeit                |
| Zehnter                          | Sébastien Chavanel             | gl. Zeit                |
| Zwischenstand nach der 4. Etappe |                                |                         |
| Erster                           | Stefan Schumacher              | 14:53:02 h              |
| Zweiter                          | Paolo Savoldelli               | + 0:13 min              |
| Dritter                          | Davide Rebellin                | + 0:23 min              |
| Punktewertung                    | Robbie McEwen                  | 50 P.                   |
| Zweiter                          | Paolo Bettini                  | 50 P.                   |
| Dritter                          | Stefan Schumacher              | 45 P.                   |
| Bergwertung                      | Sandy Casar                    | 6 P.                    |
| Zweiter                          | Moisés Aldape                  | 5 P.                    |
| Dritter                          | Amaël Moinard                  | 5 P.                    |
| Kombinationswertung              | Paolo Savoldelli               | 229 P.                  |
| Zweiter                          | Bradley McGee                  | 167 P.                  |
| Dritter                          | Danilo Di Luca                 | 120 P.                  |
| Teamwertung                      | Discovery Channel              | 44:40:15 h              |
| Zweiter                          | Team Gerolsteiner              | + 0:15 min              |
| Dritter                          | Caisse d'Epargne-Illes Balears | + 0:20 min              |

Eine fünfköpfige Ausreißergruppe um Sandy Casar, Grischa Niermann, Patrick Calcagni, Jurgen Van De Walle und Alessandro Bertolini hatte sich nach zehn Kilometern abgesetzt und das Rennen weitestgehend geprägt. Der maximale Vorsprung von 6:45 Minuten war jedoch 17 Kilometer vor dem Ziel vom Hauptfeld egalisiert worden. Im Massensprint sicherte sich Robbie McEwen seinen zweiten Tagessieg vor Paolo Bettini und Alberto Loddo.
McEwen übernahm durch seinen Sieg die Führung in der Wertung um das Punktetrikot.
Alessandro Petacchi und Christophe Brandt traten aufgrund schwerwiegender Verletzungen, die sie sich bei Stürzen am Vortag zugezogen hatten, nicht zur Etappe an und gaben das Rennen auf.

### Aufgaben
- 51 Leonardo Bertagnolli – während der Etappe, Allergie
- 71 Christophe Brandt – vor dem Start der Etappe, Bruch des Ellenbogen nach Sturz am Vortag
- 201 Alessandro Petacchi – vor dem Start der Etappe, Bruch der Kniescheibe nach Sturz am Vortag

### Zwischensprints
Zwischensprint in Francorchamps (98,2 km)
| Erster   | Sandy Casar          | 5 P. und 6 s |
| Zweiter  | Patrick Calcagni     | 4 P. und 4 s |
| Dritter  | Jurgen Van De Walle  | 3 P. und 2 s |
| Vierter  | Grischa Niermann     | 2 P.         |
| Fünfter  | Alessandro Bertolini | 1 P.         |
| Sechster | Matthias Russ        | 0 P.         |

### Bergwertungen
Côte de Wanne, Kategorie 3 (83,7 km)
| Erster  | Sandy Casar          | 3 P. |
| Zweiter | Jurgen Van De Walle  | 2 P. |
| Dritter | Alessandro Bertolini | 1 P. |

La Haute Levee, Kategorie 3 (94,2 km)
| Erster  | Sandy Casar          | 3 P. |
| Zweiter | Alessandro Bertolini | 2 P. |
| Dritter | Grischa Niermann     | 1 P. |

## 5. Etappe am 11. Mai vonPiacenzanachCremona(35 km;MZF)
| Ergebnis der 5. Etappe           | Ergebnis der 5. Etappe | Ergebnis der 5. Etappe  |
| -------------------------------- | ---------------------- | ----------------------- |
| Etappensieger                    | Team CSC               | 36:56 min (56,859 km/h) |
| Zweiter                          | T-Mobile Team          | + 0:01 min              |
| Dritter                          | Discovery Channel      | + 0:39 min              |
| Vierter                          | Liquigas-Bianchi       | + 0:42 min              |
| Fünfter                          | La Française des Jeux  | + 1:00 min              |
| Sechster                         | Quick·Step-Innergetic  | + 1:03 min              |
| Siebter                          | Lampre-Fondital        | + 1:04 min              |
| Achter                           | Phonak Hearing Systems | + 1:04 min              |
| Neunter                          | Crédit Agricole        | + 1:07 min              |
| Zehnter                          | Davitamon-Lotto        | + 1:08 min              |
| Zwischenstand nach der 5. Etappe |                        |                         |
| Erster                           | Serhij Hontschar       | 15:30:23 h              |
| Zweiter                          | Jens Voigt             | + 0:06 min              |
| Dritter                          | Michael Rogers         | + 0:06 min              |
| Punktewertung                    | Robbie McEwen          | 50 P.                   |
| Zweiter                          | Paolo Bettini          | 50 P.                   |
| Dritter                          | Stefan Schumacher      | 45 P.                   |
| Bergwertung                      | Sandy Casar            | 6 P.                    |
| Zweiter                          | Moisés Aldape          | 5 P.                    |
| Dritter                          | Amaël Moinard          | 5 P.                    |
| Kombinationswertung              | Paolo Savoldelli       | 229 P.                  |
| Zweiter                          | Bradley McGee          | 167 P.                  |
| Dritter                          | Danilo Di Luca         | 120 P.                  |
| Teamwertung                      | T-Mobile Team          | 45:17:43 h              |
| Zweiter                          | Team CSC               | + 0:06 min              |
| Dritter                          | Discovery Channel      | + 0:07 min              |

In einem engen Mannschaftszeitfahren siegte das dänische Team CSC um ihren Kapitän und Giro-Favoriten Ivan Basso mit einer Sekunde Vorsprung vor dem T-Mobile Team. Dritter mit 39 Sekunden Rückstand wurde das Team Discovery Channel. Das T-Mobile Team verpasste den Tagessieg äußerst knapp, weil der fünfte Fahrer, Matthias Kessler, auf den letzten Metern leicht zurückfiel und die Zeit erst dann gestoppt wurde. Zudem stellte das Team CSC mit einer Durchschnittsgeschwindigkeit von 56,859 km/h einen Rekord auf.
Serhij Hontschar vom T-Mobile Team sicherte sich am Ende des Tages das Rosa Trikot und bescherte dem Team so doch noch einen versöhnlichen Tagesabschluss.

### Aufgaben
- 159 Remmert Wielinga – vor dem Start der Etappe, Fieber

## 6. Etappe am 12. Mai vonBussetonachForlì(231 km)
| Ergebnis der 6. Etappe           | Ergebnis der 6. Etappe | Ergebnis der 6. Etappe  |
| -------------------------------- | ---------------------- | ----------------------- |
| Etappensieger                    | Robbie McEwen          | 5:24:13 h (42,749 km/h) |
| Zweiter                          | Olaf Pollack           | gl. Zeit                |
| Dritter                          | Tomas Vaitkus          | gl. Zeit                |
| Vierter                          | Leonardo Duque         | gl. Zeit                |
| Fünfter                          | Koldo Fernández        | gl. Zeit                |
| Sechster                         | Fabrizio Guidi         | gl. Zeit                |
| Siebter                          | Paolo Bettini          | gl. Zeit                |
| Achter                           | Elia Rigotto           | gl. Zeit                |
| Neunter                          | Maximiliano Richeze    | gl. Zeit                |
| Zehnter                          | Manuele Mori           | gl. Zeit                |
| Zwischenstand nach der 6. Etappe |                        |                         |
| Erster                           | Olaf Pollack           | 20:54:34 h              |
| Zweiter                          | Serhij Hontschar       | + 0:02 min              |
| Dritter                          | Jens Voigt             | + 0:08 min              |
| Punktewertung                    | Robbie McEwen          | 75 P.                   |
| Zweiter                          | Paolo Bettini          | 59 P.                   |
| Dritter                          | Olaf Pollack           | 52 P.                   |
| Bergwertung                      | Sandy Casar            | 6 P.                    |
| Zweiter                          | Moisés Aldape          | 5 P.                    |
| Dritter                          | Amaël Moinard          | 5 P.                    |
| Kombinationswertung              | Paolo Savoldelli       | 276 P.                  |
| Zweiter                          | Bradley McGee          | 180 P.                  |
| Dritter                          | Danilo Di Luca         | 138 P.                  |
| Teamwertung                      | T-Mobile Team          | 61:30:22 h              |
| Zweiter                          | Team CSC               | + 0:06 min              |
| Dritter                          | Discovery Channel      | + 0:07 min              |

Auch diesmal war das Szenario ähnlich wie bei den vorangegangenen Flachetappen. Bereits nach sechs Kilometern setzte sich ein Trio mit Christophe Edaleine, Andoni Aranaga und Serhij Matwjejew ab. Doch unter der Tempoarbeit von T-Mobile reichten die etwa sieben Minuten Vorsprung nicht aus. Im Massensprint sicherte sich zum dritten Mal Robbie McEwen den Tagessieg, während Olaf Pollack und Tomas Vaitkus die weiteren Plätze belegten.
Pollack übernahm aufgrund der Zeitbonifikation von zwölf Sekunden für den zweiten Platz das Rosa Trikot von seinem Teamkollegen Serhij Hontschar.

### Zwischensprints
Zwischensprint in Rio Saliceto (83,6 km)
| Erster   | Andoni Aranaga      | 5 P. und 6 s |
| Zweiter  | Christophe Edaleine | 4 P. und 4 s |
| Dritter  | Serhij Matwjejew    | 3 P. und 2 s |
| Vierter  | Mickaël Delage      | 2 P.         |
| Fünfter  | Patrick Calcagni    | 1 P.         |
| Sechster | Jurgen Van De Walle | 0 P.         |

## 7. Etappe am 13. Mai vonCesenanachSaltara(236 km)
| Ergebnis der 7. Etappe           | Ergebnis der 7. Etappe | Ergebnis der 7. Etappe  |
| -------------------------------- | ---------------------- | ----------------------- |
| Etappensieger                    | Rik Verbrugghe         | 6:42:15 h (35,201 km/h) |
| Zweiter                          | Paolo Savoldelli       | + 0:14 min              |
| Dritter                          | Luca Mazzanti          | gl. Zeit                |
| Vierter                          | José Enrique Gutiérrez | gl. Zeit                |
| Fünfter                          | Davide Rebellin        | + 0:16 min              |
| Sechster                         | Ivan Basso             | gl. Zeit                |
| Siebter                          | Serhij Hontschar       | gl. Zeit                |
| Achter                           | Gilberto Simoni        | gl. Zeit                |
| Neunter                          | Laurent Lefèvre        | + 0:20 min              |
| Zehnter                          | Michele Scarponi       | gl. Zeit                |
| Zwischenstand nach der 7. Etappe |                        |                         |
| Erster                           | Serhij Hontschar       | 27:37:07 h              |
| Zweiter                          | Paolo Savoldelli       | + 0:06 min              |
| Dritter                          | Ivan Basso             | + 0:11 min              |
| Punktewertung                    | Robbie McEwen          | 75 P.                   |
| Zweiter                          | Paolo Bettini          | 63 P.                   |
| Dritter                          | Paolo Savoldelli       | 60 P.                   |
| Bergwertung                      | Staf Scheirlinckx      | 13 P.                   |
| Zweiter                          | Juan Manuel Gárate     | 9 P.                    |
| Dritter                          | Sandy Casar            | 7 P.                    |
| Kombinationswertung              | Paolo Savoldelli       | 324 P.                  |
| Zweiter                          | Bradley McGee          | 185 P.                  |
| Dritter                          | Danilo Di Luca         | 153 P.                  |
| Teamwertung                      | Discovery Channel      | 81:38:31 h              |
| Zweiter                          | T-Mobile Team          | + 0:37 min              |
| Dritter                          | Liquigas-Bianchi       | + 1:18 min              |

Lange Zeit fuhr das Ausreißerduo Staf Scheirlinckx und Sylvain Calzati an der Spitze. Sie wurden nach etwa 145 Kilometern alleiniger Fahrt von einer 30-köpfigen Gruppe eingeholt. Aus dieser großen Gruppe konnten sich Juan Manuel Gárate, Francisco Vila, Víctor Hugo Peña, Manuele Mori und Rik Verbrugghe lösen. Verbrugghe distanzierte seine Weggefährten fünf Kilometer vor dem Ziel. Bis auf Verbrugghe holten die ersten des Hauptfeldes alle ausgerissenen Fahrer wieder ein. Paolo Savoldelli erreichte das Ziel, das sich am Ende einer 600 Meter langen Steigung befand, mit vierzehn Sekunden Rückstand. Dahinter folgte zeitgleich Luca Mazzanti.
In der Gesamtwertung eroberte sich Serhij Hontschar das Rosa Trikot zurück. In der Bergwertung übernahm Staf Scheirlinckx die Führung.

### Aufgaben
- 22 Sébastien Chavanel – während der Etappe
- 53 Thierry Marichal – während der Etappe
- 56 Cristian Moreni – während der Etappe
- 83 Koldo Fernández – während der Etappe
- 163 Graeme Brown – während der Etappe
- 185 Alessandro Bertolini – während der Etappe, Magenschmerzen
- 214 André Korff – während der Etappe, Sturzverletzungen

### Zwischensprints
Zwischensprint in Urbino (87,2 km)
| Erster   | Sylvain Calzati   | 5 P. und 6 s |
| Zweiter  | Staf Scheirlinckx | 4 P. und 4 s |
| Dritter  | Paolo Bettini     | 3 P. und 2 s |
| Vierter  | Philippe Gilbert  | 2 P.         |
| Fünfter  | Markel Irízar     | 1 P.         |
| Sechster | Manuele Mori      | 0 P.         |

### Bergwertungen
San Marino, Kategorie 3 (42,8 km)
| Erster  | Staf Scheirlinckx | 3 P. |
| Zweiter | Sylvain Calzati   | 2 P. |
| Dritter | Sandy Casar       | 1 P. |

Monte Catria, Kategorie 1 (137,5 km)
| Erster  | Staf Scheirlinckx  | 10 P. |
| Zweiter | Juan Manuel Gárate | 6 P.  |
| Dritter | Francisco Vila     | 4 P.  |
| Vierter | Wladimir Jefimkin  | 2 P.  |
| Fünfter | Víctor Hugo Peña   | 1 P.  |

Monte delle Cesane, Kategorie 2 (196,5 km)
| Erster  | Rik Verbrugghe     | 5 P. |
| Zweiter | Juan Manuel Gárate | 3 P. |
| Dritter | Francisco Vila     | 1 P. |

## 8. Etappe am 14. Mai vonCivitanova MarchenachMaiellettaauf denPasso Lanciano(171 km)
| Ergebnis der 8. Etappe           | Ergebnis der 8. Etappe | Ergebnis der 8. Etappe  |
| -------------------------------- | ---------------------- | ----------------------- |
| Etappensieger                    | Ivan Basso             | 4:04:19 h (41,994 km/h) |
| Zweiter                          | Damiano Cunego         | + 0:30 min              |
| Dritter                          | José Enrique Gutiérrez | gl. Zeit                |
| Vierter                          | Giampaolo Caruso       | + 0:45 min              |
| Fünfter                          | Luca Mazzanti          | + 1:09 min              |
| Sechster                         | Leonardo Piepoli       | + 1:15 min              |
| Siebter                          | Gilberto Simoni        | gl. Zeit                |
| Achter                           | Danilo Di Luca         | gl. Zeit                |
| Neunter                          | José Rujano            | + 1:50 min              |
| Zehnter                          | Julio Pérez Cuapio     | + 1:52 min              |
| Zwischenstand nach der 8. Etappe |                        |                         |
| Erster                           | Ivan Basso             | 31:41:17 h              |
| Zweiter                          | José Enrique Gutiérrez | + 1:34 min              |
| Dritter                          | Damiano Cunego         | + 1:48 min              |
| Punktewertung                    | Robbie McEwen          | 75 P.                   |
| Zweiter                          | Paolo Bettini          | 63 P.                   |
| Dritter                          | Paolo Savoldelli       | 61 P.                   |
| Bergwertung                      | Ivan Basso             | 15 P.                   |
| Zweiter                          | Staf Scheirlinckx      | 13 P.                   |
| Dritter                          | Damiano Cunego         | 10 P.                   |
| Kombinationswertung              | Paolo Savoldelli       | 365 P.                  |
| Zweiter                          | Bradley McGee          | 185 P.                  |
| Dritter                          | José Enrique Gutiérrez | 179 P.                  |
| Teamwertung                      | Discovery Channel      | 93:58:47 h              |
| Zweiter                          | Lampre-Fondital        | + 0:03 min              |
| Dritter                          | Phonak Hearing Systems | + 1:19 min              |

Bevor die erste Bergankunft des diesjährigen Giros anstand, wurde eine Ausreißergruppe rechtzeitig vom Hauptfeld wieder eingeholt. Nachdem Carlos Sastre für Ivan Basso mit hohem Tempo in den zwölf Kilometer langen Schlussanstieg gefahren war, verloren Jan Ullrich, Serhij Hontschar und Paolo Savoldelli den Anschluss. Fünf Kilometer vor dem Ziel attackierte Damiano Cunego, und Basso war der einzige, der ihm folgen konnte. Basso konterte wenig später den Angriff und kam als Erster auf dem Gipfel an. Cunego gewann den Sprint um Platz zwei gegen José Enrique Gutiérrez. Die Favoriten Gilberto Simoni, Danilo Di Luca und Savoldelli verloren alle mehr als eine Minute auf Basso.
Basso durfte sich am Ende des Tages das Maglia rosa für die Führung in der Gesamtwertung und das Maglia verde für die Führung in der Bergwertung überstreifen.

### Zwischensprints
Zwischensprint in Manoppello (154,1 km)
| Erster   | Serge Baguet          | 5 P. und 6 s |
| Zweiter  | Grischa Niermann      | 4 P. und 4 s |
| Dritter  | Andrea Moletta        | 3 P. und 2 s |
| Vierter  | Alessandro Cortinovis | 2 P.         |
| Fünfter  | Iker Flores           | 1 P.         |
| Sechster | Marzio Bruseghin      | 0 P.         |

### Bergwertungen
Passo Lanciano, Bergankunft (171 km)
| Erster  | Ivan Basso             | 15 P. |
| Zweiter | Damiano Cunego         | 10 P. |
| Dritter | José Enrique Gutiérrez | 6 P.  |
| Vierter | Giampaolo Caruso       | 4 P.  |
| Fünfter | Luca Mazzanti          | 2 P.  |

## 9. Etappe am 15. Mai vonFrancavilla al MarenachTermoli(132 km)
| Ergebnis der 9. Etappe           | Ergebnis der 9. Etappe | Ergebnis der 9. Etappe  |
| -------------------------------- | ---------------------- | ----------------------- |
| Etappensieger                    | Tomas Vaitkus          | 3:05:13 h (42,760 km/h) |
| Zweiter                          | Paolo Bettini          | gl. Zeit                |
| Dritter                          | Olaf Pollack           | gl. Zeit                |
| Vierter                          | Robbie McEwen          | gl. Zeit                |
| Fünfter                          | Philippe Gilbert       | gl. Zeit                |
| Sechster                         | Alexander Botscharow   | gl. Zeit                |
| Siebter                          | Manuele Mori           | gl. Zeit                |
| Achter                           | Maximiliano Richeze    | gl. Zeit                |
| Neunter                          | Leonardo Duque         | gl. Zeit                |
| Zehnter                          | Alessandro Spezialetti | gl. Zeit                |
| Zwischenstand nach der 9. Etappe |                        |                         |
| Erster                           | Ivan Basso             | 34:46:30 h              |
| Zweiter                          | José Enrique Gutiérrez | + 1:34 min              |
| Dritter                          | Damiano Cunego         | + 1:48 min              |
| Punktewertung                    | Robbie McEwen          | 89 P.                   |
| Zweiter                          | Paolo Bettini          | 83 P.                   |
| Dritter                          | Olaf Pollack           | 68 P.                   |
| Bergwertung                      | Ivan Basso             | 15 P.                   |
| Zweiter                          | Staf Scheirlinckx      | 13 P.                   |
| Dritter                          | Damiano Cunego         | 10 P.                   |
| Kombinationswertung              | Paolo Savoldelli       | 404 P.                  |
| Zweiter                          | José Enrique Gutiérrez | 215 P.                  |
| Dritter                          | Bradley McGee          | 185 P.                  |
| Teamwertung                      | Discovery Channel      | 103:14:26 h             |
| Zweiter                          | Lampre-Fondital        | + 0:03 min              |
| Dritter                          | Phonak Hearing Systems | + 1:19 min              |

Auf der 127 km kurzen Etappe setzten sich nach fünf Kilometern Jurij Kriwzow und Cyrille Monnerais ab. Monnerais wurde nach 100 Kilometern Flucht eingeholt. Auf dem sich anschließenden welligen Profil machte Paolo Bettini das Rennen für die Sprinter schwer. Durch seine Tempoarbeit hoffte er auf einen möglichst konkurrenzlosen Massensprint. So verlor der dreifache Etappensieger Robbie McEwen kurzzeitig den Anschluss und wendete zu viel Kraft auf, um ins Hauptfeld zurückzukehren.
In einem denkbar knappen Massensprint sicherte Tomas Vaitkus im Fotofinish den Sieg vor Paolo Bettini und Olaf Pollack.

### Zwischensprints
Zwischensprint in Vasto (63,5 km)
| Erster   | Cyrille Monnerais | 5 P. und 6 s |
| Zweiter  | Jurij Kriwzow     | 4 P. und 4 s |
| Dritter  | Mickaël Delage    | 3 P. und 2 s |
| Vierter  | Patrick Calcagni  | 2 P.         |
| Fünfter  | Grischa Niermann  | 1 P.         |
| Sechster | Markel Irízar     | 0 P.         |

### Bergwertungen
Guglionesi, Kategorie 3 (104,2 km)
| Erster  | José Enrique Gutiérrez | 3 P. |
| Zweiter | Davide Rebellin        | 2 P. |
| Dritter | Jens Voigt             | 1 P. |

## 10. Etappe am 16. Mai vonTermolinachPeschici(190 km)
| Ergebnis der 10. Etappe           | Ergebnis der 10. Etappe | Ergebnis der 10. Etappe |
| --------------------------------- | ----------------------- | ----------------------- |
| Etappensieger                     | Franco Pellizotti       | 4:39:47 h (40,745 km/h) |
| Zweiter                           | Wladimir Jefimkin       | gl. Zeit                |
| Dritter                           | Sergei Jakowlew         | + 0:02 min              |
| Vierter                           | Hubert Dupont           | gl. Zeit                |
| Fünfter                           | Theo Eltink             | + 0:03 min              |
| Sechster                          | José Luis Carrasco      | gl. Zeit                |
| Siebter                           | Marco Pinotti           | + 0:05 min              |
| Achter                            | Sven Krauß              | gl. Zeit                |
| Neunter                           | Alexander Kolobnew      | + 0:08 min              |
| Zehnter                           | Joan Horrach            | gl. Zeit                |
| Zwischenstand nach der 10. Etappe |                         |                         |
| Erster                            | Ivan Basso              | 39:29:40 h              |
| Zweiter                           | José Enrique Gutiérrez  | + 1:34 min              |
| Dritter                           | Damiano Cunego          | + 1:48 min              |
| Punktewertung                     | Robbie McEwen           | 89 P.                   |
| Zweiter                           | Paolo Bettini           | 83 P.                   |
| Dritter                           | Olaf Pollack            | 68 P.                   |
| Bergwertung                       | Ivan Basso              | 15 P.                   |
| Zweiter                           | Staf Scheirlinckx       | 13 P.                   |
| Dritter                           | Damiano Cunego          | 10 P.                   |
| Kombinationswertung               | Paolo Savoldelli        | 441 P.                  |
| Zweiter                           | José Enrique Gutiérrez  | 251 P.                  |
| Dritter                           | Danilo Di Luca          | 197 P.                  |
| Teamwertung                       | Liquigas-Bianchi        | 117:20:43 h             |
| Zweiter                           | Discovery Channel       | + 0:10 min              |
| Dritter                           | Phonak Hearing Systems  | + 1:22 min              |

Auf der Übergangsetappe brach nach 52 Kilometern brach eine 19-köpfige Gruppe aus dem Peloton aus. Der im Gesamtklassement bestplatzierte Fahrer war Franco Pellizotti auf dem 23. Platz. Trotz der Versuche von Lampre-Fondital die Ausreißer einzuholen, gelang es ihnen, einen Vorsprung von 3:23 Minuten ins Ziel zu retten. Nachdem Axel Merckx fünfzehn Kilometer vor dem Ziel ein Solo gestartet hatte, fuhr Pellizottis Teamkollege Charles Wegelius das entstandene Loch wieder zu. Den Sieg sicherte sich Pellizotti im Sprint vor Wladimir Jefimkin. Zwei Sekunden dahinter folgte Sergei Jakowlew.

### Aufgaben
- 91 Bradley McGee – während der Etappe, Rückenschmerzen
- 121 Dariusz Baranowski – während der Etappe, Magen-Darm-Grippe

### Zwischensprints
Zwischensprint in Manfredonia (110,5 km)
| Erster   | Marco Pinotti      | 5 P. und 6 s |
| Zweiter  | Alexander Kolobnew | 4 P. und 4 s |
| Dritter  | Benoît Poilvet     | 3 P. und 2 s |
| Vierter  | Charles Wegelius   | 2 P.         |
| Fünfter  | Franco Pellizotti  | 1 P.         |
| Sechster | Theo Eltink        | 0 P.         |

### Bergwertungen
Monte San Angelo, Kategorie 3 (126,5 km)
| Erster  | Sylvain Calzati | 3 P. |
| Zweiter | Joan Horrach    | 2 P. |
| Dritter | Marco Pinotti   | 1 P. |

## 11. Etappe am 18. Mai inPontedera(50 km;EZF)
| Ergebnis der 11. Etappe           | Ergebnis der 11. Etappe | Ergebnis der 11. Etappe |
| --------------------------------- | ----------------------- | ----------------------- |
| Etappensieger                     | Jan Ullrich             | 58:48 min (51,020 km/h) |
| Zweiter                           | Ivan Basso              | + 0:28 min              |
| Dritter                           | Marco Pinotti           | + 1:01 min              |
| Vierter                           | Serhij Hontschar        | + 1:09 min              |
| Fünfter                           | Paolo Savoldelli        | + 1:19 min              |
| Sechster                          | José Enrique Gutiérrez  | + 1:42 min              |
| Siebter                           | Jens Voigt              | + 2:12 min              |
| Achter                            | Gustav Larsson          | + 2:22 min              |
| Neunter                           | Dario Cioni             | + 2:24 min              |
| Zehnter                           | Wjatscheslaw Jekimow    | + 2:27 min              |
| Zwischenstand nach der 11. Etappe |                         |                         |
| Erster                            | Ivan Basso              | 40:28:56 h              |
| Zweiter                           | José Enrique Gutiérrez  | + 2:48 min              |
| Dritter                           | Serhij Hontschar        | + 3:24 min              |
| Punktewertung                     | Robbie McEwen           | 89 P.                   |
| Zweiter                           | Paolo Bettini           | 83 P.                   |
| Dritter                           | Paolo Savoldelli        | 73 P.                   |
| Bergwertung                       | Ivan Basso              | 15 P.                   |
| Zweiter                           | Staf Scheirlinckx       | 13 P.                   |
| Dritter                           | Damiano Cunego          | 10 P.                   |
| Kombinationswertung               | Paolo Savoldelli        | 480 P.                  |
| Zweiter                           | José Enrique Gutiérrez  | 287 P.                  |
| Dritter                           | Danilo Di Luca          | 205 P.                  |
| Teamwertung                       | Discovery Channel       | 120:23:38 h             |
| Zweiter                           | Phonak Hearing Systems  | + 5:47 min              |
| Dritter                           | Liquigas-Bianchi        | + 6:06 min              |

Nach einer dreistündigen Busfahrt zum Flughafen am Abend der letzten Etappe und einem 700 Kilometer langen Flugtransfer am Ruhetag bot das Einzelzeitfahren mit dem Duell zwischen Ivan Basso und Jan Ullrich einen ersten Vorgeschmack auf die bevorstehende Tour de France.
Ullrich, der sich im Formaufbau befand, distanzierte den Gesamtführenden in seiner Paradedisziplin am Ende des Tages um 28 Sekunden und sicherte sich seinen ersten Saisonsieg. Es war zugleich sein erster Giro-Etappensieg. Damit hat Ullrich nun Etappensiege bei den vier größten Rundfahrten eingefahren. Auf dem dritten Platz beendete Marco Pinotti die Etappe mit 1:01 Minuten Rückstand.
Basso baute durch seinen zweiten Platz die Führung in der Gesamtwertung weiter aus.

### Aufgaben
- 106 Davide Rebellin – vor dem Start der Etappe, Bruch einer Rippe

### Zwischensprints
Zwischensprint in Pisa (28 km)
| Erster   | Marc Wauters     | 5 P. |
| Zweiter  | Bert Roesems     | 4 P. |
| Dritter  | Jan Ullrich      | 3 P. |
| Vierter  | Serhij Matwjejew | 2 P. |
| Fünfter  | Gustav Larsson   | 1 P. |
| Sechster | Tomas Vaitkus    | 0 P. |

## 12. Etappe am 19. Mai vonLivornonachSestri Levante(169 km)
| Ergebnis der 12. Etappe           | Ergebnis der 12. Etappe | Ergebnis der 12. Etappe |
| --------------------------------- | ----------------------- | ----------------------- |
| Etappensieger                     | Joan Horrach            | 3:55:53 h (42,987 km/h) |
| Zweiter                           | Addy Engels             | + 0:05 min              |
| Dritter                           | Emanuele Sella          | gl. Zeit                |
| Vierter                           | Manuele Mori            | gl. Zeit                |
| Fünfter                           | Fortunato Baliani       | gl. Zeit                |
| Sechster                          | Wladimir Belli          | gl. Zeit                |
| Siebter                           | Sven Krauß              | + 1:03 min              |
| Achter                            | Alberto Ongarato        | gl. Zeit                |
| Neunter                           | Jörg Ludewig            | gl. Zeit                |
| Zehnter                           | Manuel Beltrán          | gl. Zeit                |
| Zwischenstand nach der 12. Etappe |                         |                         |
| Erster                            | Ivan Basso              | 44:31:52 h              |
| Zweiter                           | José Enrique Gutiérrez  | + 2:48 min              |
| Dritter                           | Paolo Savoldelli        | + 3:26 min              |
| Punktewertung                     | Robbie McEwen           | 89 P.                   |
| Zweiter                           | Paolo Bettini           | 83 P.                   |
| Dritter                           | Olaf Pollack            | 68 P.                   |
| Bergwertung                       | Ivan Basso              | 15 P.                   |
| Zweiter                           | Staf Scheirlinckx       | 13 P.                   |
| Dritter                           | Damiano Cunego          | 10 P.                   |
| Kombinationswertung               | Paolo Savoldelli        | 518 P.                  |
| Zweiter                           | José Enrique Gutiérrez  | 323 P.                  |
| Dritter                           | Ivan Basso              | 223 P.                  |
| Teamwertung                       | Discovery Channel       | 132:26:26 h             |
| Zweiter                           | Phonak Hearing Systems  | + 7:19 min              |
| Dritter                           | Liquigas-Bianchi        | + 7:28 min              |

Vor den Bergen nutzte eine 15-köpfige Ausreißergruppe die Gunst der Stunde und setzte sich vom Peloton ab. Als stärkster Fahrer der Gruppe erwies sich Joan Horrach, der sich den Tagessieg vor Addy Engels und Emanuele Sella sicherte.
Zu einer Kuriosität in der Ausreißergruppe kam es auf der letzten Abfahrt. Dort stürzte Manuele Mori, dem Emanuele Sella nicht mehr ausweichen konnte. Beide stiegen aber wieder aufs Rad und setzten das Rennen fort, ehe Mori ein zweites Mal stürzte und Sella ihm wieder nicht ausweichen konnte. Trotzdem erreichten sie das Ziel auf dem vierten bzw. dritten Platz mit nur fünf Sekunden Rückstand.

### Aufgaben
- 18 Mark Scanlon – während der Etappe
- 25 Andy Flickinger – vor dem Start der Etappe
- 86 Roberto Laiseka – während der Etappe, Sturzverletzungen
- 96 Philippe Gilbert – vor dem Start der Etappe
- 168 Michael Rasmussen – vor dem Start der Etappe, Rückenschmerzen

### Zwischensprints
Zwischensprint in Volastra (114,3 km)
| Erster   | Joan Horrach     | 5 P. und 6 s |
| Zweiter  | Patrick Calcagni | 4 P. und 4 s |
| Dritter  | Manuele Mori     | 3 P. und 2 s |
| Vierter  | Wladimir Belli   | 2 P.         |
| Fünfter  | Manuel Beltrán   | 1 P.         |
| Sechster | Alberto Ongarato | 0 P.         |

### Bergwertungen
Biassa, Kategorie 3 (103,1 km)
| Erster  | Fortunato Baliani | 3 P. |
| Zweiter | Joan Horrach      | 2 P. |
| Dritter | Manuele Mori      | 1 P. |

Valico Guaitarola, Kategorie 2 (147,3 km)
| Erster  | Fortunato Baliani | 5 P. |
| Zweiter | Emanuele Sella    | 3 P. |
| Dritter | Manuele Mori      | 1 P. |

## 13. Etappe am 20. Mai vonAlessandrianachLa Thuile(216 km)
| Ergebnis der 13. Etappe           | Ergebnis der 13. Etappe | Ergebnis der 13. Etappe |
| --------------------------------- | ----------------------- | ----------------------- |
| Etappensieger                     | Leonardo Piepoli        | 5:21:12 h (40,348 km/h) |
| Zweiter                           | Ivan Basso              | + 0:44 min              |
| Dritter                           | José Enrique Gutiérrez  | + 1:19 min              |
| Vierter                           | Gilberto Simoni         | gl. Zeit                |
| Fünfter                           | Michele Scarponi        | + 2:09 min              |
| Sechster                          | Franco Pellizotti       | gl. Zeit                |
| Siebter                           | John Gadret             | + 2:13 min              |
| Achter                            | Julio Pérez Cuapio      | + 2:18 min              |
| Neunter                           | Damiano Cunego          | + 2:36 min              |
| Zehnter                           | Paolo Savoldelli        | gl. Zeit                |
| Zwischenstand nach der 13. Etappe |                         |                         |
| Erster                            | Ivan Basso              | 49:53:36 h              |
| Zweiter                           | José Enrique Gutiérrez  | + 3:27 min              |
| Dritter                           | Paolo Savoldelli        | + 5:30 min              |
| Punktewertung                     | Paolo Bettini           | 86 P.                   |
| Zweiter                           | Paolo Savoldelli        | 79 P.                   |
| Dritter                           | Ivan Basso              | 78 P.                   |
| Bergwertung                       | Ivan Basso              | 21 P.                   |
| Zweiter                           | Staf Scheirlinckx       | 13 P.                   |
| Dritter                           | José Enrique Gutiérrez  | 13 P.                   |
| Kombinationswertung               | Paolo Savoldelli        | 555 P.                  |
| Zweiter                           | José Enrique Gutiérrez  | 362 P.                  |
| Dritter                           | Ivan Basso              | 266 P.                  |
| Teamwertung                       | Discovery Channel       | 148:39:57 h             |
| Zweiter                           | Liquigas-Bianchi        | + 6:49 min              |
| Dritter                           | Saunier Duval-Prodir    | + 7:25 min              |

Die erste Etappe in den Alpen sah zunächst eine sechsköpfige Ausreißergruppe mit Benoît Poilvet, Christian Knees, Olivier Bonnaire, José Julia, Marzio Bruseghin und José Serpa, die sich nach 87 Kilometern abgesetzt hatte.
Am letzten Berg übernahmen aber dann die Favoriten das Zepter. Leonardo Piepoli waren der einzige, der mit Ivan Basso mithalten konnten. Auch José Rujano fuhr zwischenzeitlich mit den beiden mit. Basso und Piepoli erreichten gemeinsam den letzten Pass des Tages 18 Kilometer vor dem Ziel. Piepoli fuhr sich bei widrigen Wetterbedingungen in der Abfahrt einen Vorsprung auf Basso heraus, der seinen Tour-de-France-Start nicht gefährden wollte. Ungeklärt blieb das Verhalten von Rujano, der drei Kilometer vor dem Ziel vom Rad stieg und das Rennen in guter Position liegend aufgab. Basso Rückstand lag im Ziel bei 44 Sekunden auf Tagessieger Piepoli, der aber keine Gefahr in der Gesamtwertung darstellte. Den dritten Platz belegte der überraschend starke Spanier José Enrique Gutiérrez mit 1:19 Minuten Rückstand.
In der Gesamtwertung baute Basso seinen Vorsprung auf 3:27 Minuten auf Gutiérrez aus, während Paolo Bettini kampflos das Punktetrikot von Robbie McEwen übernahm, der das Rennen wegen Magenbeschwerden aufgab.

### Aufgaben
- 19 Tomas Vaitkus – während der Etappe
- 75 Robbie McEwen – während der Etappe, Magenschmerzen
- 128 Marcos Serrano – vor dem Start der Etappe
- 181 José Rujano – während der Etappe, Unterkühlung
- 217 Michael Rogers – vor dem Start der Etappe

### Zwischensprints
Zwischensprint in Ivrea (103,5 km)
| Erster   | Benoît Poilvet   | 5 P. und 6 s |
| Zweiter  | Christian Knees  | 4 P. und 4 s |
| Dritter  | Olivier Bonnaire | 3 P. und 2 s |
| Vierter  | José Julia       | 2 P.         |
| Fünfter  | Marzio Bruseghin | 1 P.         |
| Sechster | José Serpa       | 0 P.         |

### Bergwertungen
Colle San Carlo, Kategorie 1 (211,5 km)
| Erster  | Leonardo Piepoli       | 10 P. |
| Zweiter | Ivan Basso             | 6 P.  |
| Dritter | José Enrique Gutiérrez | 4 P.  |
| Vierter | Gilberto Simoni        | 2 P.  |
| Fünfter | Michele Scarponi       | 1 P.  |

## 14. Etappe am 21. Mai vonAostanachDomodossola(220 km)
| Ergebnis der 14. Etappe           | Ergebnis der 14. Etappe | Ergebnis der 14. Etappe |
| --------------------------------- | ----------------------- | ----------------------- |
| Etappensieger                     | Luis Felipe Laverde     | 5:27:05 h (40,356 km/h) |
| Zweiter                           | Francisco Pérez         | gl. Zeit                |
| Dritter                           | Paolo Tiralongo         | + 0:07 min              |
| Vierter                           | Stefan Schumacher       | gl. Zeit                |
| Fünfter                           | Raffaele Illiano        | gl. Zeit                |
| Sechster                          | Fortunato Baliani       | gl. Zeit                |
| Siebter                           | Sandy Casar             | gl. Zeit                |
| Achter                            | Iker Flores             | gl. Zeit                |
| Neunter                           | Steve Zampieri          | gl. Zeit                |
| Zehnter                           | Johann Tschopp          | gl. Zeit                |
| Zwischenstand nach der 14. Etappe |                         |                         |
| Erster                            | Ivan Basso              | 55:28:25 h              |
| Zweiter                           | José Enrique Gutiérrez  | + 3:27 min              |
| Dritter                           | Paolo Savoldelli        | + 5:30 min              |
| Punktewertung                     | Paolo Bettini           | 90 P.                   |
| Zweiter                           | Paolo Savoldelli        | 79 P.                   |
| Dritter                           | Ivan Basso              | 78 P.                   |
| Bergwertung                       | Fortunato Baliani       | 24 P.                   |
| Zweiter                           | Sandy Casar             | 23 P.                   |
| Dritter                           | Ivan Basso              | 21 P.                   |
| Kombinationswertung               | Paolo Savoldelli        | 577 P.                  |
| Zweiter                           | José Enrique Gutiérrez  | 386 P.                  |
| Dritter                           | Ivan Basso              | 292 P.                  |
| Teamwertung                       | Phonak Hearing Systems  | 165:21:09 h             |
| Zweiter                           | Discovery Channel       | + 3:15 min              |
| Dritter                           | Liquigas-Bianchi        | + 10:04 min             |

Die Übergangsetappe nutzte eine elfköpfige Ausreißergruppe, die sich 27 Kilometer nach dem Start abgesetzt hatte. Fünfeinhalb Kilometer vor dem Ziel griff der Spanier Francisco Pérez an, dem Luis Felipe Laverde folgte. Am Ende siegte Laverde vor Pérez un Paolo Tiralongo, der die Gruppe der ehemaligen Weggefährten anführte. Das Hauptfeld kam mit 7:44 Minuten Rückstand ins Ziel.
In der Bergwertung übernahm der Italiener Fortunato Baliani die Führung vor Sandy Casar.

### Aufgaben
- 21 Giovanni Bernaudeau – vor dem Start der Etappe
- 43 Moisés Aldape – vor dem Start der Etappe
- 58 Staf Scheirlinckx – während der Etappe, Bruch des Schlüsselbeins nach Sturz
- 82 Andoni Aranaga – während der Etappe
- 108 Ronny Scholz – während der Etappe
- 135 Vladimir Miholjević – vor dem Start der Etappe

### Zwischensprints
Zwischensprint in Brig (156,9 km)
| Erster   | Sandy Casar       | 5 P. und 6 s |
| Zweiter  | Raffaele Illiano  | 4 P. und 4 s |
| Dritter  | Francisco Pérez   | 3 P. und 2 s |
| Vierter  | Iker Flores       | 2 P.         |
| Fünfter  | Steve Zampieri    | 1 P.         |
| Sechster | Stefan Schumacher | 0 P.         |

### Bergwertungen
Passo del Gran San Bernardo, Kategorie 1 (29,4 km)
| Erster  | Sandy Casar         | 10 P. |
| Zweiter | Fortunato Baliani   | 6 P.  |
| Dritter | Luis Felipe Laverde | 4 P.  |
| Vierter | Iker Flores         | 2 P.  |
| Fünfter | Raffaele Illiano    | 1 P.  |

Passo del Sempione, Kategorie 1 (176,9 km)
| Erster  | Fortunato Baliani | 10 P. |
| Zweiter | Sandy Casar       | 6 P.  |
| Dritter | Paolo Tiralongo   | 4 P.  |
| Vierter | Steve Zampieri    | 2 P.  |
| Fünfter | Stefan Schumacher | 1 P.  |

## 15. Etappe am 22. Mai vonMergozzonachBrescia(190 km)
| Ergebnis der 15. Etappe           | Ergebnis der 15. Etappe | Ergebnis der 15. Etappe |
| --------------------------------- | ----------------------- | ----------------------- |
| Etappensieger                     | Paolo Bettini           | 4:15:42 h (44,583 km/h) |
| Zweiter                           | Olaf Pollack            | gl. Zeit                |
| Dritter                           | Robert Förster          | gl. Zeit                |
| Vierter                           | Henk Vogels             | gl. Zeit                |
| Fünfter                           | Maximiliano Richeze     | gl. Zeit                |
| Sechster                          | Fabrizio Guidi          | gl. Zeit                |
| Siebter                           | Leonardo Duque          | gl. Zeit                |
| Achter                            | Alberto Loddo           | gl. Zeit                |
| Neunter                           | Carlos Da Cruz          | gl. Zeit                |
| Zehnter                           | Gorazd Štangelj         | gl. Zeit                |
| Zwischenstand nach der 15. Etappe |                         |                         |
| Erster                            | Ivan Basso              | 59:44:07 h              |
| Zweiter                           | José Enrique Gutiérrez  | + 3:27 min              |
| Dritter                           | Paolo Savoldelli        | + 5:30 min              |
| Punktewertung                     | Paolo Bettini           | 115 P.                  |
| Zweiter                           | Olaf Pollack            | 88 P.                   |
| Dritter                           | Paolo Savoldelli        | 79 P.                   |
| Bergwertung                       | Fortunato Baliani       | 24 P.                   |
| Zweiter                           | Sandy Casar             | 23 P.                   |
| Dritter                           | Ivan Basso              | 21 P.                   |
| Kombinationswertung               | Paolo Savoldelli        | 609 P.                  |
| Zweiter                           | José Enrique Gutiérrez  | 423 P.                  |
| Dritter                           | Ivan Basso              | 332 P.                  |
| Teamwertung                       | Phonak Hearing Systems  | 178:05:15 h             |
| Zweiter                           | Discovery Channel       | + 3:15 min              |
| Dritter                           | Liquigas-Bianchi        | + 10:04 min             |

Auf der letzten Etappe vor den Dolomiten hatten sich nach 23 Kilometern Iban Mayoz, Christophe Edaleine, Gabriele Missaglia und Gustav Larsson abgesetzt. Aufgrund der Tempoarbeit des Teams Quick·Step-Innergetic von Paolo Bettini wuchs der Vorsprung nur auf knapp über fünf Minuten an. Neun Kilometer vor dem Ziel wurde der Ausreißversuch dann vom Feld beendet.
Auf der Zielgeraden belohnte Bettini sein Team für die harte Arbeit und sicherte sich den Sieg knapp vor Olaf Pollack, der zum dritten Mal den zweiten Platz belegt und Robert Förster.

### Aufgaben
- 145 Axel Merckx – vor dem Start der Etappe, Magenschmerzen

### Zwischensprints
Zwischensprint in Cesano Maderno (89,4 km)
| Erster   | Iban Mayoz          | 5 P. und 6 s |
| Zweiter  | Christophe Edaleine | 4 P. und 4 s |
| Dritter  | Gabriele Missaglia  | 3 P. und 2 s |
| Vierter  | Gustav Larsson      | 2 P.         |
| Fünfter  | Mickaël Delage      | 1 P.         |
| Sechster | Patrick Calcagni    | 0 P.         |

## 16. Etappe am 23. Mai vonRovatonach Trenti auf denMonte Bondone(168 km)
| Ergebnis der 16. Etappe           | Ergebnis der 16. Etappe | Ergebnis der 16. Etappe |
| --------------------------------- | ----------------------- | ----------------------- |
| Etappensieger                     | Ivan Basso              | 4:51:30 h (34,579 km/h) |
| Zweiter                           | Gilberto Simoni         | + 1:26 min              |
| Dritter                           | Leonardo Piepoli        | + 1:37 min              |
| Vierter                           | José Enrique Gutiérrez  | gl. Zeit                |
| Fünfter                           | John Gadret             | + 2:40 min              |
| Sechster                          | Julio Pérez Cuapio      | + 2:45 min              |
| Siebter                           | Wladimir Belli          | + 3:12 min              |
| Achter                            | Franco Pellizotti       | + 3:25 min              |
| Neunter                           | Giampaolo Caruso        | + 3:27 min              |
| Zehnter                           | David López García      | gl. Zeit                |
| Zwischenstand nach der 16. Etappe |                         |                         |
| Erster                            | Ivan Basso              | 64:35:17 h              |
| Zweiter                           | José Enrique Gutiérrez  | + 5:24 min              |
| Dritter                           | Paolo Savoldelli        | + 9:17 min              |
| Punktewertung                     | Paolo Bettini           | 121 P.                  |
| Zweiter                           | Ivan Basso              | 103 P.                  |
| Dritter                           | José Enrique Gutiérrez  | 90 P.                   |
| Bergwertung                       | Ivan Basso              | 36 P.                   |
| Zweiter                           | Fortunato Baliani       | 26 P.                   |
| Dritter                           | Sandy Casar             | 23 P.                   |
| Kombinationswertung               | Paolo Savoldelli        | 638 P.                  |
| Zweiter                           | José Enrique Gutiérrez  | 462 P.                  |
| Dritter                           | Ivan Basso              | 376 P.                  |
| Teamwertung                       | Phonak Hearing Systems  | 192:54:49 h             |
| Zweiter                           | Discovery Channel       | + 5:23 min              |
| Dritter                           | Liquigas-Bianchi        | + 9:20 min              |

### Aufgaben
- 59 Rik Verbrugghe – vor dem Start der Etappe
- 188 Alberto Loddo – während der Etappe

### Zwischensprints
Zwischensprint in Arco (123,3 km)
| Erster   | Miguel Ángel Rubiano | 5 P. und 6 s |
| Zweiter  | Paolo Bettini        | 4 P. und 4 s |
| Dritter  | Elia Rigotto         | 3 P. und 2 s |
| Vierter  | Patrick Calcagni     | 2 P.         |
| Fünfter  | Mickaël Delage       | 1 P.         |
| Sechster | Raffaele Illiano     | 0 P.         |

### Bergwertungen
Lodrino, Kategorie 3 (41,5 km)
| Erster  | Miguel Ángel Rubiano | 3 P. |
| Zweiter | Fortunato Baliani    | 2 P. |
| Dritter | Rubén Lobato         | 1 P. |

Monte Bondone, Bergankunft (168 km)
| Erster  | Ivan Basso             | 15 P. |
| Zweiter | Gilberto Simoni        | 10 P. |
| Dritter | Leonardo Piepoli       | 6 P.  |
| Vierter | José Enrique Gutiérrez | 4 P.  |
| Fünfter | John Gadret            | 2 P.  |

## 17. Etappe am 24. Mai vonTraminauf denKronplatz(133 km*)
| Ergebnis der 17. Etappe           | Ergebnis der 17. Etappe | Ergebnis der 17. Etappe |
| --------------------------------- | ----------------------- | ----------------------- |
| Etappensieger                     | Leonardo Piepoli        | 3:21:26 h (34,254 km/h) |
| Zweiter                           | Ivan Basso              | gl. Zeit                |
| Dritter                           | José Enrique Gutiérrez  | + 0:15 min              |
| Vierter                           | Franco Pellizotti       | + 0:19 min              |
| Fünfter                           | Julio Pérez Cuapio      | + 0:28 min              |
| Sechster                          | John Gadret             | + 0:37 min              |
| Siebter                           | Damiano Cunego          | + 0:41 min              |
| Achter                            | Gilberto Simoni         | + 0:48 min              |
| Neunter                           | Sergio Ghisalberti      | + 0:58 min              |
| Zehnter                           | Giampaolo Caruso        | gl. Zeit                |
| Zwischenstand nach der 17. Etappe |                         |                         |
| Erster                            | Ivan Basso              | 67:56:31 h              |
| Zweiter                           | José Enrique Gutiérrez  | + 5:43 min              |
| Dritter                           | Gilberto Simoni         | + 10:34 min             |
| Punktewertung                     | Ivan Basso              | 123 P.                  |
| Zweiter                           | Paolo Bettini           | 121 P.                  |
| Dritter                           | José Enrique Gutiérrez  | 106 P.                  |
| Bergwertung                       | Ivan Basso              | 46 P.                   |
| Zweiter                           | Leonardo Piepoli        | 31 P.                   |
| Dritter                           | Fortunato Baliani       | 26 P.                   |
| Kombinationswertung               | Paolo Savoldelli        | 666 P.                  |
| Zweiter                           | José Enrique Gutiérrez  | 500 P.                  |
| Dritter                           | Ivan Basso              | 421 P.                  |
| Teamwertung                       | Phonak Hearing Systems  | 203:02:26 h             |
| Zweiter                           | Discovery Channel       | + 8:30 min              |
| Dritter                           | Liquigas-Bianchi        | + 9:18 min              |

### Aufgaben
- 127 Michele Scarponi – vor dem Start der Etappe
- 151 Serge Baguet – während der Etappe
- 169 Marc Wauters – während der Etappe
- 212 Serhij Hontschar – vor dem Start der Etappe, Sturzverletzungen

### Zwischensprints
Zwischensprint in San Vigilio di Marebbe (112,7 km)
| Erster   | Benoît Poilvet   | 5 P. und 6 s |
| Zweiter  | Raffaele Illiano | 4 P. und 4 s |
| Dritter  | Dario Cioni      | 3 P. und 2 s |
| Vierter  | Grischa Niermann | 2 P.         |
| Fünfter  | Wolodymyr Hustow | 1 P.         |
| Sechster | Jens Voigt       | 0 P.         |

### Bergwertungen
Passo di Furcia, Kategorie 1 (115 km)
| Erster  | Leonardo Piepoli       | 15 P. |
| Zweiter | Ivan Basso             | 10 P. |
| Dritter | José Enrique Gutiérrez | 6 P.  |
| Vierter | Franco Pellizotti      | 4 P.  |
| Fünfter | Julio Pérez Cuapio     | 2 P.  |

* verkürzt auf 115 Kilometer wegen Schneefalls auf dem Würzjoch und am Kronplatz

## 18. Etappe am 25. Mai vonSilliannachGemona del Friuli(207 km)
| Ergebnis der 18. Etappe           | Ergebnis der 18. Etappe | Ergebnis der 18. Etappe |
| --------------------------------- | ----------------------- | ----------------------- |
| Etappensieger                     | Stefan Schumacher       | 5:31:33 h (37,460 km/h) |
| Zweiter                           | Marzio Bruseghin        | gl. Zeit                |
| Dritter                           | José Iván Gutiérrez     | gl. Zeit                |
| Vierter                           | David López García      | + 0:02 min              |
| Fünfter                           | Charles Wegelius        | + 0:07 min              |
| Sechster                          | Paolo Bettini           | + 2:43 min              |
| Siebter                           | Alberto Ongarato        | gl. Zeit                |
| Achter                            | Matthew White           | gl. Zeit                |
| Neunter                           | José Enrique Gutiérrez  | gl. Zeit                |
| Zehnter                           | Paolo Tiralongo         | gl. Zeit                |
| Zwischenstand nach der 18. Etappe |                         |                         |
| Erster                            | Ivan Basso              | 73:30:47 h              |
| Zweiter                           | José Enrique Gutiérrez  | + 5:43 min              |
| Dritter                           | Gilberto Simoni         | + 10:34 min             |
| Punktewertung                     | Paolo Bettini           | 139 P.                  |
| Zweiter                           | Ivan Basso              | 123 P.                  |
| Dritter                           | José Enrique Gutiérrez  | 113 P.                  |
| Bergwertung                       | Ivan Basso              | 46 P.                   |
| Zweiter                           | Leonardo Piepoli        | 31 P.                   |
| Dritter                           | Fortunato Baliani       | 26 P.                   |
| Kombinationswertung               | Paolo Savoldelli        | 693 P.                  |
| Zweiter                           | José Enrique Gutiérrez  | 538 P.                  |
| Dritter                           | Ivan Basso              | 465 P.                  |
| Teamwertung                       | Phonak Hearing Systems  | 219:45:24 h             |
| Zweiter                           | Liquigas-Bianchi        | + 6:32 min              |
| Dritter                           | Discovery Channel       | + 8:20 min              |

Nach den beiden schwierigen Ankünften auf den letzten beiden Etappen setzte sich nach etwa 60 Kilometern auf Initiative von Marzio Bruseghin eine fünfköpfige Spitzengruppe ab. Ihm folgten Stefan Schumacher, David López García, José Iván Gutiérrez und Charles Wegelius. Die beiden Olympiasieger Paolo Bettini und Jan Ullrich versuchten auch noch zur Führungsgruppe aufzuschließen, jedoch vergeblich. Das Quintett fuhr sich einen Vorsprung von etwa sieben Minuten heraus, ehe Phonak Hearing Systems im Hauptfeld die Verfolgung aufnahm, da es den Verlust der Führung in der Mannschaftswertung fürchtete.
Die Ausreißer erreichten gemeinsam die Zielgerade in Gemona del Friuli, wo sich Schumacher als der stärkste Sprinter erwies und sich seinen zweiten Etappenerfolg sicherte. Marzio Bruseghin und José Iván Gutiérrez folgten auf den weiteren Plätzen. Das Hauptfeld kam mit einem Rückstand von 2:43 Minuten ins Ziel.
Paolo Bettini eroberte sich das Trikot des Punktbesten von Ivan Basso zurück.

### Aufgaben
- 15 John Gadret – während der Etappe
- 34 Marco Fertonani – während der Etappe
- 129 Sergei Jakowlew – während der Etappe
- 142 Fabrizio Guidi – während der Etappe
- 174 Piotr Mazur – während der Etappe
- 184 Sergio Barbero – während der Etappe

### Zwischensprints
Zwischensprint in Lienz (31 km)
| Erster   | Paolo Bettini    | 5 P. und 6 s |
| Zweiter  | Mickaël Delage   | 4 P. und 4 s |
| Dritter  | Patrick Calcagni | 3 P. und 2 s |
| Vierter  | Raffaele Illiano | 2 P.         |
| Fünfter  | Addy Engels      | 1 P.         |
| Sechster | Jewgeni Petrow   | 0 P.         |

### Bergwertungen
Monte Croce Carnico, Kategorie 2 (80,2 km)
| Erster  | Marzio Bruseghin    | 5 P. |
| Zweiter | José Iván Gutiérrez | 3 P. |
| Dritter | Stefan Schumacher   | 1 P. |

Cuel de Forchia, Kategorie 1 (142,8 km)
| Erster  | Stefan Schumacher   | 10 P. |
| Zweiter | Marzio Bruseghin    | 6 P.  |
| Dritter | José Iván Gutiérrez | 4 P.  |
| Vierter | Charles Wegelius    | 2 P.  |
| Fünfter | David López García  | 1 P.  |

Sammardenchia, Kategorie 2 (185,7 km)
| Erster  | Marzio Bruseghin  | 5 P. |
| Zweiter | Charles Wegelius  | 3 P. |
| Dritter | Stefan Schumacher | 1 P. |

## 19. Etappe am 26. Mai vonPordenoneauf denPasso di San Pellegrino(221 km)
| Ergebnis der 19. Etappe           | Ergebnis der 19. Etappe | Ergebnis der 19. Etappe |
| --------------------------------- | ----------------------- | ----------------------- |
| Etappensieger                     | Juan Manuel Gárate      | 7:13:36 h (30,581 km/h) |
| Zweiter                           | Jens Voigt              | + 0:04 min              |
| Dritter                           | Francisco Vila          | + 1:21 min              |
| Vierter                           | Tadej Valjavec          | + 1:55 min              |
| Fünfter                           | Emanuele Sella          | + 2:06 min              |
| Sechster                          | Iván Parra              | gl. Zeit                |
| Siebter                           | Gilberto Simoni         | + 2:15 min              |
| Achter                            | Ivan Basso              | gl. Zeit                |
| Neunter                           | Johann Tschopp          | gl. Zeit                |
| Zehnter                           | Danilo Di Luca          | + 2:19 min              |
| Zwischenstand nach der 19. Etappe |                         |                         |
| Erster                            | Ivan Basso              | 80:46:38 h              |
| Zweiter                           | José Enrique Gutiérrez  | + 6:07 min              |
| Dritter                           | Gilberto Simoni         | + 10:34 min             |
| Punktewertung                     | Paolo Bettini           | 147 P.                  |
| Zweiter                           | Ivan Basso              | 131 P.                  |
| Dritter                           | José Enrique Gutiérrez  | 118 P.                  |
| Bergwertung                       | Fortunato Baliani       | 51 P.                   |
| Zweiter                           | Ivan Basso              | 46 P.                   |
| Dritter                           | Juan Manuel Gárate      | 39 P.                   |
| Kombinationswertung               | Paolo Savoldelli        | 720 P.                  |
| Zweiter                           | José Enrique Gutiérrez  | 575 P.                  |
| Dritter                           | Ivan Basso              | 508 P.                  |
| Teamwertung                       | Phonak Hearing Systems  | 241:35:22 h             |
| Zweiter                           | Lampre-Fondital         | + 7:36 min              |
| Dritter                           | Discovery Channel       | + 12:53 min             |

Auf der mit zwei legendären Pässen gespickten Etappe attackierte Danilo Di Luca am Fuße des Forcella Staulanza, dem ersten Berg des Tages, als noch über 150 Kilometer zurückzulegen waren. Mit ihm lösten sich weitere 19 Fahrer, unter anderem Paolo Bettini, Bobby Julich, Jens Voigt, Tadej Valjavec, Iván Parra, Francisco Vila und Juan Manuel Gárate. Sie fuhren sich einen Vorsprung von bis zu sieben Minuten heraus. Auf dem Weg zum Schlussanstieg, dem Passo di San Pellegrino, verringerte sich die Größe der Gruppe. So blieben am Passo Pordoi noch zwölf Fahrer zusammen.
Die übriggebliebenen Fahrer der Spitzengruppe erreichten den 18 Kilometer langen Anstieg zum San Pellegrino mit einem Vorsprung von fünfeinhalb Minuten auf das Hauptfeld. Dort griff Valjavec als Erster an. Nachdem Voigt ihm folgte, dauerte es eine Weile, bis die restlichen Fahrer wieder aufgeschlossen hatten. Dann griff Gárate an und Voigt konnte abermals folgen. Sie erreichten zusammen die Passhöhe, wo Voigt Gárate 300 Meter vor der Ziellinie auf die Schulter klopfte und ihm den Sieg kampflos überließ. Voigt kam vier Sekunden hinter dem spanischen Meister ins Ziel, während Francisco Vila mit einem Rückstand von 1:21 Minuten als Dritter einfuhr. Ivan Basso erreichte zusammen mit Gilberto Simoni das Ziel und baute seinen Vorsprung auf José Enrique Gutiérrez weiter aus.
Fortunato Baliani sicherte sich das Maglia Verde, da er als Teil der Spitzengruppe die ersten drei Pässe jeweils als Erster überquert hatte und so Basso in der Wertung überholte.

### Aufgaben
- 105 Volker Ordowski – während der Etappe
- 219 Jan Ullrich – während der Etappe, Rückenschmerzen

### Zwischensprints
Zwischensprint in Longarone (67,8 km)
| Erster   | Paolo Bettini     | 5 P. und 6 s |
| Zweiter  | Raffaele Illiano  | 4 P. und 4 s |
| Dritter  | Patrick Calcagni  | 3 P. und 2 s |
| Vierter  | Mickaël Delage    | 2 P.         |
| Fünfter  | Jurij Kriwzow     | 1 P.         |
| Sechster | Cyrille Monnerais | 0 P.         |

### Bergwertungen
Forcella Staulanza, Kategorie 2 (101,3 km)
| Erster  | Fortunato Baliani  | 5 P. |
| Zweiter | Juan Manuel Gárate | 3 P. |
| Dritter | Francisco Vila     | 1 P. |

Passo Fedaia, Kategorie 1 (135,9 km)
| Erster  | Fortunato Baliani   | 10 P. |
| Zweiter | Juan Manuel Gárate  | 6 P.  |
| Dritter | Francisco Vila      | 4 P.  |
| Vierter | Luis Felipe Laverde | 2 P.  |
| Fünfter | Emanuele Sella      | 1 P.  |

Passo Pordoi, Kategorie 1 (161,5 km)
| Erster  | Fortunato Baliani   | 10 P. |
| Zweiter | Juan Manuel Gárate  | 6 P.  |
| Dritter | Tadej Valjavec      | 4 P.  |
| Vierter | Luis Felipe Laverde | 2 P.  |
| Fünfter | Emanuele Sella      | 1 P.  |

Passo di San Pellegrino, Kategorie 1 (221 km)
| Erster  | Juan Manuel Gárate | 10 P. |
| Zweiter | Jens Voigt         | 6 P.  |
| Dritter | Francisco Vila     | 4 P.  |
| Vierter | Tadej Valjavec     | 2 P.  |
| Fünfter | Emanuele Sella     | 1 P.  |

## 20. Etappe am 27. Mai vonTrientnachAprica(211 km)

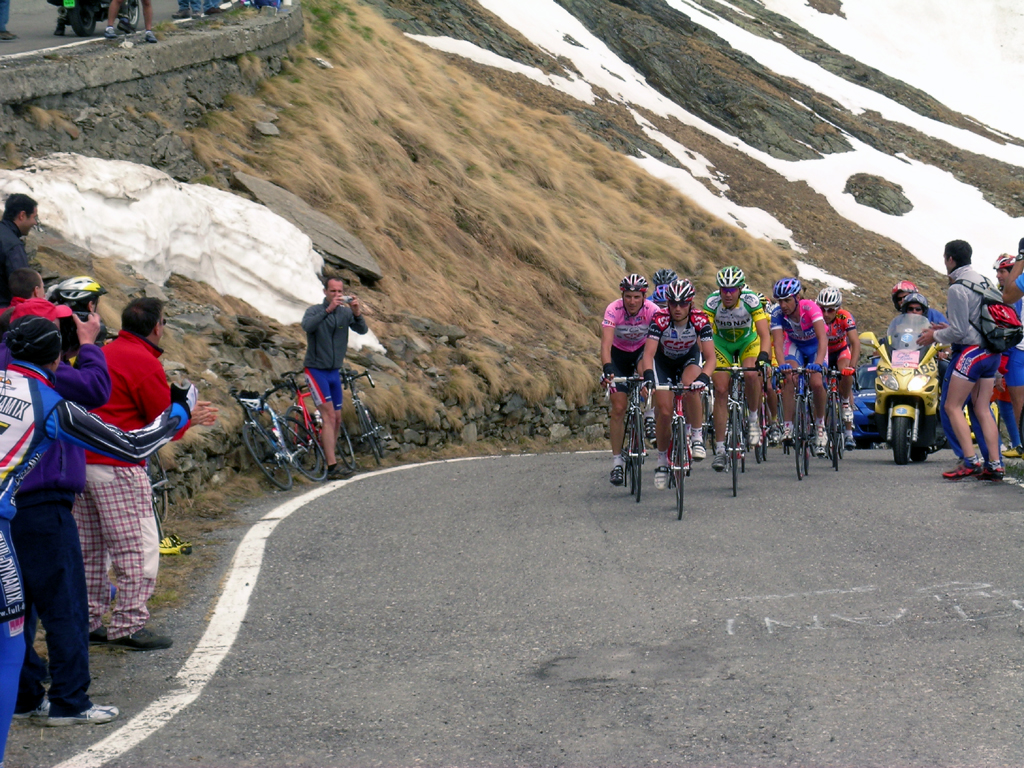
Die Gruppe des Maglia Rosa am Passo di Gávia. Ganz links im Rosa Trikot Ivan Basso mit noch einem Helfer (davor), rechts daneben fährt José Enrique Gutiérrez

| Ergebnis der 20. Etappe           | Ergebnis der 20. Etappe | Ergebnis der 20. Etappe |
| --------------------------------- | ----------------------- | ----------------------- |
| Etappensieger                     | Ivan Basso              | 6:51:15 h (30,784 km/h) |
| Zweiter                           | Gilberto Simoni         | + 1:17 min              |
| Dritter                           | Damiano Cunego          | + 2:51 min              |
| Vierter                           | José Enrique Gutiérrez  | gl. Zeit                |
| Fünfter                           | Paolo Savoldelli        | + 6:03 min              |
| Sechster                          | Leonardo Piepoli        | gl. Zeit                |
| Siebter                           | Sandy Casar             | + 7:26 min              |
| Achter                            | Juan Manuel Gárate      | gl. Zeit                |
| Neunter                           | Víctor Hugo Peña        | gl. Zeit                |
| Zehnter                           | Giampaolo Caruso        | gl. Zeit                |
| Zwischenstand nach der 20. Etappe |                         |                         |
| Erster                            | Ivan Basso              | 87:37:33 h              |
| Zweiter                           | José Enrique Gutiérrez  | + 9:18 min              |
| Dritter                           | Gilberto Simoni         | + 11:59 min             |
| Punktewertung                     | Ivan Basso              | 158 P.                  |
| Zweiter                           | Paolo Bettini           | 147 P.                  |
| Dritter                           | José Enrique Gutiérrez  | 132 P.                  |
| Bergwertung                       | Juan Manuel Gárate      | 64 P.                   |
| Zweiter                           | Ivan Basso              | 56 P.                   |
| Dritter                           | Fortunato Baliani       | 52 P.                   |
| Kombinationswertung               | Paolo Savoldelli        | 748 P.                  |
| Zweiter                           | José Enrique Gutiérrez  | 613 P.                  |
| Dritter                           | Ivan Basso              | 552 P.                  |
| Teamwertung                       | Phonak Hearing Systems  | 262:33:22 h             |
| Zweiter                           | Lampre-Fondital         | + 7:36 min              |
| Dritter                           | Discovery Channel       | + 16:05 min             |

### Aufgaben
- 2 Tom Danielson – vor dem Start der Etappe, Fieber und Nasennebenhöhlenentzündung
- 183 Wladimir Belli – während der Etappe

### Zwischensprints
Zwischensprint in Bormio (135,5 km)
| Erster   | José Serpa       | 5 P. und 6 s |
| Zweiter  | Rubén Lobato     | 4 P. und 4 s |
| Dritter  | Jens Voigt       | 3 P. und 2 s |
| Vierter  | Wolodymyr Hustow | 2 P.         |
| Fünfter  | Ivan Basso       | 1 P.         |
| Sechster | Bobby Julich     | 0 P.         |

### Bergwertungen
Passo del Tonale, Kategorie 2 (83,5 km)
| Erster  | Juan Manuel Gárate   | 5 P. |
| Zweiter | José Antonio Garrido | 3 P. |
| Dritter | Fortunato Baliani    | 1 P. |

Passo di Gávia, Cima Coppi (109,8 km)
| Erster   | Juan Manuel Gárate | 20 P. |
| Zweiter  | José Serpa         | 15 P. |
| Dritter  | David López García | 10 P. |
| Vierter  | Francisco Vila     | 6 P.  |
| Fünfter  | Sylvain Calzati    | 4 P.  |
| Sechster | Gilberto Simoni    | 2 P.  |

Passo del Mortirolo, Kategorie 1 (178,7 km)
| Erster  | Ivan Basso             | 10 P. |
| Zweiter | Gilberto Simoni        | 6 P.  |
| Dritter | José Enrique Gutiérrez | 4 P.  |
| Vierter | Damiano Cunego         | 2 P.  |
| Fünfter | Leonardo Piepoli       | 1 P.  |

## 21. Etappe am 28. Mai vonGhisallonachMailand(140 km)
| Ergebnis der 21. Etappe      | Ergebnis der 21. Etappe | Ergebnis der 21. Etappe |
| ---------------------------- | ----------------------- | ----------------------- |
| Etappensieger                | Robert Förster          | 3:56:03 h (30,784 km/h) |
| Zweiter                      | Maximiliano Richeze     | gl. Zeit                |
| Dritter                      | Olaf Pollack            | gl. Zeit                |
| Vierter                      | Paolo Bettini           | gl. Zeit                |
| Fünfter                      | Leonardo Duque          | gl. Zeit                |
| Sechster                     | Elia Rigotto            | gl. Zeit                |
| Siebter                      | Jurij Kriwzow           | gl. Zeit                |
| Achter                       | Sven Krauß              | gl. Zeit                |
| Neunter                      | Renaud Dion             | gl. Zeit                |
| Zehnter                      | Koen de Kort            | gl. Zeit                |
| Endstand nach der 21. Etappe |                         |                         |
| Erster                       | Ivan Basso              | 91:33:36 h              |
| Zweiter                      | José Enrique Gutiérrez  | + 9:18 min              |
| Dritter                      | Gilberto Simoni         | + 11:59 min             |
| Punktewertung                | Paolo Bettini           | 169 P.                  |
| Zweiter                      | Ivan Basso              | 158 P.                  |
| Dritter                      | José Enrique Gutiérrez  | 132 P.                  |
| Bergwertung                  | Juan Manuel Gárate      | 64 P.                   |
| Zweiter                      | Ivan Basso              | 56 P.                   |
| Dritter                      | Fortunato Baliani       | 52 P.                   |
| Kombinationswertung          | Paolo Savoldelli        | 775 P.                  |
| Zweiter                      | José Enrique Gutiérrez  | 651 P.                  |
| Dritter                      | Ivan Basso              | 595 P.                  |
| Teamwertung                  | Phonak Hearing Systems  | 274:21:31 h             |
| Zweiter                      | Lampre-Fondital         | + 7:36 min              |
| Dritter                      | Discovery Channel       | + 16:05 min             |

Auf der Schlussetappe ging das Feld geschlossen auf den elf Mal zu umrundenden Kurs in Mailand, nachdem man am Radsport-Museum in Ghisallo oberhalb des Comer Sees gestartet war. Im Schlusssprint sicherte sich der Deutsche Robert Förster den größten Erfolg seiner Karriere. Er siegte vor Maximiliano Richeze und Olaf Pollack.
Am Ende sicherte sich Ivan Basso den Gesamtsieg mit dem größten Vorsprung seit 40 Jahren vor José Enrique Gutiérrez und Gilberto Simoni. Paolo Bettini gewann durch seinen vierten Platz auf der Schlussetappe noch das Punktetrikot mit elf Punkten Vorsprung auf Basso. In der Bergwertung siegte Juan Manuel Gárate ebenfalls vor Ivan Basso. Die Kombinationswertung ging an den ansonsten enttäuschenden Paolo Savoldelli, der das Trikot während der gesamten Rundfahrt nicht abgab. Das Team Phonak Hearing Systems gewann die Mannschaftswertung.

### Aufgaben
- 205 Mirco Lorenzetto – während der Etappe, Sturzverletzungen

### Zwischensprints
Zwischensprint in Cambiago (58 km)
| Erster   | Paolo Bettini       | 5 P. und 6 s |
| Zweiter  | Mickaël Delage      | 4 P. und 4 s |
| Dritter  | Patrick Calcagni    | 3 P. und 2 s |
| Vierter  | Jurgen Van De Walle | 2 P.         |
| Fünfter  | Raffaele Illiano    | 1 P.         |
| Sechster | Leonardo Scarselli  | 0 P.         |